# Aerobic Circuit Training
L’Aerobic Circuit Training, chiamato anche Super Circuit Training (SCT), Super Circuit Resistance Training, o Super Circuit Weight Training, è un metodo di allenamento misto aerobico/anaerobico, che unisce il tradizionale allenamento coi pesi (resistance training) in modalità a circuito con il tradizionale allenamento aerobico cardiovascolare (steady state training), con il fine di produrre sia miglioramenti sotto il profilo della forza e massa muscolare, che sulla capacità cardiovascolare. Nel settore fitness italiano questo metodo è alternativamente noto come Cardio Fit Training (CFT).

## Caratteristiche
Diversamente dal Circuit Training con i pesi tradizionale, il quale consiste nell'eseguire monoserie per i singoli gruppi muscolari (di solito 8-12) consecutivamente, ad alte ripetizioni (di solito 12-20), basse intensità (40-60% 1-RM), e pause minime (al massimo di 10-20 secondi), il metodo Super Circuit Training combina gli esercizi tipici dell'allenamento coi pesi con il tradizionale allenamento cardiovascolare aerobico, con il fine di produrre sia miglioramenti sotto il profilo della forza e massa muscolare, che sulla capacità cardiovascolare. In questo tipo di protocollo, gli esercizi allenamento coi pesi sono alternati da stazioni aerobiche (dette recupero attivo) la cui durata varia da 30-60 secondi a 2-3 minuti o più, a moderata intensità, con periodi di recupero molto brevi o nulli. Gli esercizi coi pesi possono essere svolti usando pesi liberi, macchine isotoniche, e calistenia (esercizi a corpo libero), e la loro esecuzione avviene in successione senza pausa, quindi sotto forma di super set, tri set o set giganti. Esempi di esercizi aerobici a moderata intensità sono i vari macchinari cardio come treadmill, stepper, elliptical trainer, bike ecc. Alcuni autori raccomandano che per garantire la massima efficacia e sicurezza dell'allenamento, gli esercizi coi pesi debbano essere organizzati in modo da allenare prima i gruppi muscolari più grandi, e successivamente selezionare gruppi muscolari diversi.
In uno degli studi scientifici (Mosher et al., 1998) che applicarono una forma di Aerobic Circuit Training, ad ogni stazione aerobica seguivano 5 esercizi coi pesi o calistenia. Le stazioni aerobiche, della durata di tre minuti, e eseguite ad un'intensità tra il 75 e l'85% FCmax, includevano treadmill, cicloergometro, remoergometro, armoergometro, stair climber. Ad 1 minuto di recupero attivo sulle macchine aerobiche seguivano stazioni con sovraccarichi della durata di 30 secondi per la parte superiore, inferiore, addominale, combinazioni tra parte superiore e inferiore e esercizi calistenici. Ognuno di questi esercizi veniva seguito da 30 secondi di recupero attivo. Gli esercizi coi pesi erano eseguiti ad intensità del 40% 1-RM per la parte superiore, e del 50% 1-RM per la parte inferiore, che venne incrementata durante il programma.
Un altro esempio di ACT è quello della ricerca di Maiorana et al. (2000), il quale consisteva in 7 esercizi coi pesi alternati con 8 stazioni aerobiche (cicloergometro). Ogni esercizio veniva eseguito per 45 secondi, con 15 secondi di pausa prima di passare alla stazione successiva. Per concludere il circuito, i soggetti eseguivano una camminata sul treadmill. L'esercizio di recupero attivo (cicloergometro) tra le stazioni coi pesi venne impostato per mantenere la frequenza cardiaca in una determinata fascia e per facilitare i miglioramenti a livello cardiorespiratorio. L'intensità e la durata del programma di allenamento vennero progressivamente aumentati durante le 8 settimane previste, sulla base della tolleranza individuale. Inizialmente vennero aumentati il numero degli esercizi a circuito da 1 a 3, seguiti da un incremento della resistenza sul cicloergometro. L'intensità dell'esercizio coi pesi venne segnato al 55% 1-RM nelle prime 4 settimane, per aumentare al 65% 1-RM nelle ultime 4. Il cicloergometro e la camminata sul treadmill venivano svolti ad un'intensità pari al 75% FCmax osservata durante l'esercizio, ed aumentata all'85% dalla 6ª settimana. Durante l'esercizio coi pesi i soggetti vennero incaricati di eseguire 1 ripetizione ogni 3 secondi, risultando in 15 ripetizioni in 45 secondi.

### Recupero attivo e smaltimento del lattato
Un'interessante caratteristica che contraddistingue l’Aerobic Circuit Training dall'esercizio coi pesi tradizionale e dall'esercizio coi pesi in stile circuit training tradizionale, è il fatto che le fasi di recupero attivo, cioè gli intervalli aerobici, possono servire a smaltire la notevole mole di acido lattico prodotto durante lo sforzo anaerobico glicolitico. Infatti una blanda attività aerobica come la corsa o la camminata al termine dell'attività anaerobica, o, in questo caso, anche nelle fasi di recupero attivo, permettono che il lattato prodotto nella fase anaerobica sia rimosso più rapidamente. Quando l'attività leggera viene svolta dopo l'esercizio, una parte del lattato accumulato viene metabolizzato per via aerobica per supportare parte della richiesta di ATP per svolgere la stessa attività leggera. Sembra inoltre che l'accumulo di lattato sia rimosso dal sangue più rapidamente se l'attività leggera prevede il reclutamento dei muscoli attivi durante lo sforzo lattacido, e non dai muscoli che erano inattivi. Per permettere questo processo metabolico è necessario che la fase di recupero attivo venga svolta al di sotto della soglia anaerobica, la quale se superata, imporrebbe la continua produzione di acido lattico dovuta all'entità dello sforzo di natura anaerobica. Per gli individui non allenati, la soglia anaerobica viene individuata approssimativamente tra il 50 e il 60% del VO2max (massimo consumo di ossigeno). Alcuni studi hanno analizzato il recupero attivo tra le serie dell'esercizio con sovraccarichi mostrando svariati benefici. Si è constatato che 4 minuti di pedalata durante il recupero attivo al 25% del VO2max riducono maggiormente le concentrazioni di lattato rispetto al normale recupero passivo, o ad un recupero attivo al 50% del VO2max. Inoltre, al termine dell'allenamento in cui veniva svolta la pedalata al 25% del VO2max, i soggetti riuscivano ad eseguire più ripetizioni alla massima fatica comparati ai soggetti che avevano eseguito altri tipi di recupero. Quindi la blanda attività aerobica durante il recupero attivo può favorire la performance se i tempi di recupero stessi trovano una durata sufficiente.

### Varianti del Super Circuit Training
Il Super o Aerobic Circuit Training può essere identificato generalmente come un protocollo in cui l'allenamento con sovraccarichi (Resistance training) eseguito in serie consecutive senza pausa, o con pause molto brevi (Circuit Training, CT), viene intervallato da stazioni aerobiche. Il principio del ACT però può essere ritrovato in altri metodi a circuito aerobico che applicano lo stesso criterio, si tratta del Cardio Fit Training (CFT), dello Spot reduction (SR), e del Peripheral Heart Action (PHA) in modalità aerobica.

#### Cardio Fit Training (CFT)
In linea generale i termini Cardio Fit Training (CFT) e Super/Aerobic Circuit Training (SCT) sembrerebbero sinonimi, perché entrambi fanno riferimento ad un metodo che unisce l'attività con i pesi, sovraccarichi, o calistenia in Super set, Tri set o Set giganti, con intervalli eseguiti con macchine cardio tra i set. Ma mentre Aerobic Circuit Training viene riconosciuto come termine a livello scientifico internazionale, il termine Cardio Fit Training sembra essere diffuso solo sul territorio nazionale. Inoltre, si potrebbe dire che i due protocolli trovano alcune differenze nella loro definizione, in relazione a diversi parametri come i tempi di recupero, tempi di esecuzione degli esercizi, numero di ripetizioni, intensità, durata dell'esercizio ecc. Per come viene descritto, il metodo CFT sembra essere più definito, mentre per l'ACT la descrizione risulta leggermente differente a seconda delle fonti, ma comunque differisce leggermente dal CFT su alcuni punti. Ad esempio, le varie fonti sul ACT riportano una pausa di alcuni secondi tra le serie e le stazioni, mentre nel CFT le pause in genere non sono previste. Nel SCT comunemente definito, o quello applicato in alcune ricerche, le stazioni aerobiche hanno una durata di 1-2 minuti, mentre nel CFT le stazioni trovano una durata mediamente superiore, attorno ai 3-5 minuti o più. A grandi linee si tratta comunque dello stesso tipo di allenamento poiché le sottili differenze di impostazione vengono variate soggettivamente in base alla necessità e alla preferenza del singolo, in modo da non poterli effettivamente considerare due metodi diversi.
Come l'ACT, il CFT introduce l'attività cardio, e quindi coniuga in un'unica seduta l'allenamento aerobico su macchine cardio a quello con sovraccarichi e macchine isotoniche, in questo caso coinvolgendo tutti o una buona parte dei distretti corporei. La metodica CFT prevede un allenamento continuato per una durata totale di almeno 25-30 minuti. La parte relativa ai sovraccarichi e macchine isotoniche è impostata ad intensità medio-bassa, cioè dalle 10-12 alle 20 ripetizioni, che potrebbero essere riconosciute come equivalenti ad un'intensità (% 1RM) di circa il 70% 1RM o inferiore. Inoltre la parte isotonica viene eseguita con più esercizi in super set, tri set, o set multipli (quindi senza pause tra le serie). Le stazioni aerobiche singole hanno una durata di circa 3-5 minuti, e vengono eseguite a bassa intensità e a frequenza cardiaca costante. Il passaggio da sovraccarichi a macchine aerobiche non prevede pause. In genere il metodo CFT è pensato per coinvolgere tutti i distretti corporei in un'unica seduta (Total Body), ma può essere personalizzato in modo da colpire, ad esempio, solo la parte superiore o inferiore.

#### High Intensity Aerobic Circuit Training
L’Aerobic Circuit Training ad alta intensità è una variante del normale protocollo ACT in cui le stazioni aerobiche vengono svolte parzialmente o completamente ad un'intensità maggiore. Questo metodo è stato testato in alcune recenti ricerche (Paoli et al, 2010), mostrando di portare miglioramenti della composizione corporea, del profilo lipidico e della pressione sanguigna superiori al normale ACT con stazioni aerobiche ad andamento costante a bassa intensità (50% della FCmax), oppure alla normale attività aerobica a bassa intensità (50% della FCmax). L'ACT ad alta intensità ha dimostrato una maggiore riduzione del peso corporeo, una maggiore riduzione della massa grassa, una maggiore tolleranza lattacida e della forza muscolare rispetto al ACT tradizionale e al tradizionale allenamento di endurance. L'ACT ad alta intensità, come testato nelle ricerche in questione, consiste nell'esecuzione di normali esercizi con i pesi alternati con stazioni aerobiche sotto forma di interval training, in cui viene alternato un periodo di 3 minuti a bassa intensità al 50% della FCmax, con 1 minuto a medio-alta intensità, cioè al 75% della FCmax. Altri autori hanno descritto l'intensità delle stazioni aerobiche ad un livello costante poco al di sotto della soglia anaerobica. Considerando che la soglia anaerobica avviene tra l'80-90% della FCmax per gli individui allenati e come minimo al 50-60% della FCmax per i non allenati, l'intensità adeguata per le stazioni aerobiche potrebbe variare da minime del 45-55% FCmax per i sedentari (un livello analogo o più basso del normale ACT), al 75-80% FCmax per gli allenati. In sintesi, le differenze tra l'ACT tradizionale e l'ACT ad alta intensità testato da Paoli et al. sta nel fatto che le stazioni aerobiche raggiungono un'intensità mediamente più alta, in cui normalmente prevale l'ossidazione di carboidrati sui lipidi. Inoltre, nella parte dedicata ai pesi, i ricercatori hanno introdotto la tecnica ad alta intensità del rest-pause (su 6-RM, un carico equivalente a circa l'85% 1-RM), e le pause tra gli esercizi ammontano a 60 secondi. Secondo i ricercatori, la maggiore efficacia sul dimagrimento del protocollo è dovuta in parte all'aumento del EPOC (il dispendio energetico post-esercizio) e all'aumento dei livelli di GH, ormone dalle proprietà lipolitiche. Effettivamente è stato dimostrato che nell'esercizio cardiovascolare l'aumento dell'intensità è positivamente correlato con l'elevazione del EPOC e dei livelli di GH.

#### Cardio-Peripheral Heart Action (Cardio-PHA)
Il metodo PHA tradizionale e originario in realtà non prevedeva l'introduzione di stazioni aerobiche, pertanto si può dire che nella sua versione classica esso non può considerarsi una variante del SCT, ma piuttosto del normale Circuit training (CT). A differenza di quest'ultimo, il PHA tradizionale prevede di stimolare consecutivamente senza pausa gruppi muscolari più possibile distanti tra loro (alternanza tra parte superiore e inferiore), per facilitare la circolazione e intensificare il lavoro cardiovascolare. Solo successivamente il PHA è stato rielaborato introducendo delle caratteristiche proprie del SCT, quindi intervallando la fase con sovraccarichi a circuito con brevi fasi di recupero attivo sulle macchine aerobiche. Questa variante è stata da alcuni nominata come Cardio-PHA. Le differenze tra SCT e Cardio-PHA sono le medesime presenti tra CT e PHA tradizionale. L'essenziale differenza dal normale Super Circuit Training, è che il Cardio-PHA colpisce zone corporee molto distanti consecutivamente, invece di stimolare gruppi muscolari vicini, o lo stesso gruppo muscolare con diversi esercizi consecutivi.

#### Spot reduction (SR)
L'SR è una forma di Aerobic Circuit Training mirata alla riduzione del grasso localizzato. La differenza essenziale è che l'ACT, al contrario del SR, vuole colpire molte più aree corporee, senza la pretesa di lavorare sul dimagrimento localizzato e selettivo, ma per sviluppare una generale tonificazione e ipertrofia muscolare di aree più vaste, per indurre un maggiore impatto metabolico, e per stimolare l'apparato circolatorio a livello sanguigno, periferico, e linfatico. Infatti questo è frequentemente impostato in modalità Total Body, ovvero coinvolgendo tutti i gruppi muscolari in un'unica seduta. Il metodo SR si concentra invece su quegli esercizi che coinvolgono determinati distretti corporei in cui si intende ridurre il grasso localizzato (cosce, glutei, addome, braccia), mentre nel ACT gli esercizi previsti sono analoghi a quelli di un normale allenamento coi pesi e coinvolgono più aree corporee, in cui non c'è la necessità di ridurre il grasso localizzato. L'ACT è leggermente più orientato sull'attività con i pesi/isotonica, infatti l'intensità (% 1RM) di lavoro sui sovraccarichi è mediamente superiore, quindi le ripetizioni mediamente inferiori, mentre la durata delle stazioni aerobiche è mediamente inferiore. Si potrebbe comunque concludere che l'SR si presenta come una variante del Aerobic Circuit Training specializzata sul dimagrimento localizzato.

### Vantaggi e riscontri scientifici
I sostenitori del CFT/SCT citano svariati benefici riguardo a questo metodo. Ad esempio, ne riconoscono una maggiore efficacia rispetto all'impostazione di un protocollo di allenamento che vede l'esecuzione consecutiva del classico esercizio anaerobico con sovraccarichi, e il tradizionale esercizio aerobico su macchine cardio (Concurrent training). Ciò che un significativo numero di ricerche può confermare, è che eseguire consecutivamente l'allenamento anaerobico di forza con i pesi e quello aerobico (o viceversa) può bloccare o attenuare gli adattamenti e i miglioramenti indotti dal singolo tipo allenamento. Nel particolare contesto anaerobico dell'ipertrofia e della forza, molti segnalano un'attenuazione dei miglioramenti se viene integrata l'attività aerobica. Sulla base di questi dati, i promotori del CFT hanno ipotizzato che, per fare in modo che questi adattamenti non vengano attenuati, venga proposta, o la dissociazione tra la seduta aerobica e anaerobica in sedute o giornate diverse, oppure l'esecuzione di un programma ACT.
In realtà alcuni studi segnalano che anche il Circuit training produce dei miglioramenti inferiori se confrontato ai metodi tradizionali: alcuni riconobbero un incremento della capacità aerobica tra il 5 e l'11%, se comparato ad altri metodi aerobici che producono un miglioramento tra il 15 e il 20% nello stesso periodo, mentre altri rilevarono un inferiore miglioramento dell'iperotrofia e della forza rispetto ad altri metodi di allenamento coi pesi. I ricercatori conclusero che il Circuit training non è indicato per esaltare la capacità cardiovascolare. Piuttosto potrebbe essere applicato durante una fase di mantenimento di un programma aerobico. Alcuni ricercatori hanno tuttavia constatato, come conferma di queste considerazioni, che il Circuit training porta a miglioramenti sullo sviluppo della forza e potenza significativamente maggiori rispetto a quando l'esercizio coi pesi e di endurance venivano combinati in un'unica sessione consecutivamente.
Un altro dei punti di forza del ACT sarebbe l'aumento del EPOC, cioè il consumo di ossigeno in eccesso post-allenamento, un concetto noto in passato come debito di ossigeno, legato alla spesa energetica nel periodo successivo all'attività fisica. Secondo alcuni sostenitori del SCT o CFT, questo metodo creerebbe un EPOC molto elevato, similmente ad altri metodi cardiofitness come l'High Intensity Interval Training (HIIT). I risultati scientifici sull'argomento sono controversi, ed alcuni non danno ragione a questa ipotesi. Elliot et al. (1988) hanno studiato la differenza tra l'EPOC aerobico su cicloergometro (40 minuti a 80% max frequenza cardiaca), il Circuit Training (4, 8 set di esercizi, 15 ripetizioni al 50% 1RM) e l'allenamento con i pesi ad alta intensità (3 serie, 8 esercizi, 3-8 ripetizioni all'80-90% 1RM). L'allenamento coi pesi ad alta intensità ha prodotto l'EPOC maggiore (10,6 litri, 53 calorie) rispetto al circuit training (10,2 litri, 51 calorie) e il ciclismo (6,7 litri, 33,5 calorie). In uno studio condotto da Murphy e Swartzkopf (1992), l'allenamento coi pesi standard (3 serie, 6 esercizi, ripetizioni ad esaurimento a 80% 1RM, 120 secondi di riposo) è stato confrontato con un Circuit training con i pesi (3 serie di circuiti, 6 esercizi, 10-12 ripetizioni al 50% 1RM, 30 secondi di riposo). Il volume di lavoro totale di entrambi i programmi è stato simile, tuttavia, l'allenamento coi pesi a circuito ha suscitato una risposta più ampia del EPOC rispetto al programma standard di allenamento coi pesi (5 litri, 25 calorie contro il 2,7 litri, 13,5 calorie).
Tutti questi studi però esaminavano gli effetti del Circuit training coi pesi tradizionale, ovvero senza stazioni aerobiche. La ricerca scientifica sul metodo Aerobic Circuit Training ha rilevato diversi benefici, ed è stato paragonato al normale Circuit training dimostrando una certa superiorità. Le dichiarazioni che vedono l'ACT come metodo in grado di evitare l'attenuazione dei miglioramenti dati dal singolo tipo di allenamento, come avviene durante l'esecuzione di un programma organizzato con una parte anaerobica e una aerobica consecutivamente (Concurrent training), rimarrebbero per ora non confermati. In aggiunta, riguardo al EPOC, alcuni studi hanno rilevato che eseguire consecutivamente l'esercizio anaerobico con i pesi e l'esercizio aerobico incidano maggiormente sul questo paramentro più della loro esecuzione in sessioni separate, ma non è stato stabilito quanto l'ACT possa incidere sul EPOC. Ad ogni modo si può accertare che questa strategia consenta di ottenere i benefici dati da entrambi gli allenamenti, aerobico cardiofitness e anaerobico coi pesi, in un unico protocollo, laddove questi singoli allenamenti potrebbero ostacolare i miglioramenti tipici dell'altro rispettivo. Ad esempio, il solo allenamento aerobico tradizionale non permette di aumentare rilevantemente la massa magra e la forza muscolare, mentre il solo allenamento anaerobico coi pesi non permette un rilevante miglioramento della capacità cardiovascolare e cardiorespiratoria, ma l'ACT consentirebbe di ottenere i miglioramenti indotti da entrambi i tipi allenamento, anche se non è stabilito se questi avvengano in maniera paragonabile. Il metodo Super Circuit Training è stato oggetto di una serie di studi abbastanza limitati, soprattutto da parte di una squadra di ricercatori del Dipartimento del movimento umano e Scienza dell'esercizio (Maiorana, Green et al.) della University of Western Australia a Nedlands, nell'Australia Occidentale.
Mosher et al. (1994) riscontrarono che il gruppo di soggetti, 17 ragazze del college, che aveva eseguito l’Aerobic Circuit Training aveva ottenuto un significativo incremento del VO2max, della forza muscolare, e un significativo decremento delle pliche e della percentuale di massa grassa. I ricercatori conclusero che l’Aerobic Circuit Training è un metodo efficace per migliorare la capacità cardiovascolare, la composizione corporea, e la forza muscolare. Questi primi risultati confermarono che l'SCT riesce a stimolare dei miglioramenti tipici di entrambi i tipi di allenamento, anaerobico e aerobico.
Maiorana et al. (2000) dimostrarono che un allenamento a circuito intervallato da stazioni cardio migliora la capacità cardiorespiratoria e la forza muscolare nei pazienti con insufficienza cardiaca cronica. I ricercatori conclusero che questo tipo di Circuit training è un valido metodo per migliorare la funzione muscolare periferica, la capacità cardiorespiratoria, e la forza muscolare. Uno studio contemporaneo dello stesso gruppo di ricercatori rilevò un miglioramento generale della funzione vascolare in soggetti affetti da insufficienza cardiaca cronica, e non solo nel letto vascolare distribuito delle aree coinvolte nell'esercizio. Poco tempo dopo la stessa squadra di Maiorana applicò questo allenamento anche su pazienti affetti da diabete di tipo 2. Anche in questo caso ottennero dei risultati positivi sulla capacità funzionale, sulla forza, sull'incremento della massa muscolare, e sul controllo glicemico.
Green et al. nel 2001 (stessa équipe di Maiorana) compararono l'intensità aerobica del Super Circuit Training e dell'allenamento aerobico tradizionale (su cicloergometro) su soggetti affetti da insufficienza cardiaca cronica in età avanzata (età media 62 anni). Misurarono la frequenza cardiaca, il grado di percezione dello sforzo, la pressione sanguigna, il consumo di ossigeno, e la capacità ventilatoria dei soggetti sottoposti ai due metodi. Non vennero riscontrate significative differenze tra consumo di ossigeno, percezione dello sforzo, e pressione sanguigna durante l'esercizio, tra le due sessioni. La pressione sanguigna sistolica era significativamente inferiore nell'allenamento a circuito. La ventilazione al minuto e il volume corrente erano significativamente più alti, e la frequenza respiratoria significativamente più bassa durante il circuito. Durante il circuito, la percezione dello sforzo era significativamente correlata con il consumo di ossigeno (% VO2max), contrariamente alla frequenza cardiaca (% FCmax). Al contrario, durante la sessione aerobica, la frequenze cardiaca era correlata con i valori del consumo di ossigeno, ma non la percezione dello sforzo. Si concluse che il Circuit training aerobico è una forma di esercizio fisico ben tollerata dai pazienti affetti da insufficienza cardiaca cronica, associata ad una simile richiesta di ossigeno e emodinamica se comparata all'esercizio aerobico. I risultati suggeriscono che il grado di percezione dello sforzo può essere un metodo migliore per prescrivere e monitorare l'intensità dell'esercizio durante l'allenamento a circuito aerobico, mentre la frequenza cardiaca è un metodo migliore per valutare l'intensità durante l'esercizio aerobico classico.
Takeshima et al. (2004), applicando un metodo in circuit training aerobico a 8 uomini e 10 donne anziani, rilevarono un significativo miglioramento della capacità cardiorespiratoria, forza muscolare, composizione corporea e del profilo HDL. Questo studio confermò i risultati di Mosher (1994), effettuato su giovani donne.
Monteiro et al. (2008) compararono le risposte fisiologiche del normale Circuit training con quelle del Aerobic circuit training. I soggetti testati erano 10 uomini e 15 donne, tra i 18 e i 35 anni, in stato di allenamento medio. Gli esercizi del Circuit training tradizionale raggiungevano una durata di 60 secondi, mentre nel Aerobic Circuit training i soggetti eseguivano gli stessi esercizi per 30 secondi, intervallati da altri 30 secondi di esercizio aerobico sul treadmill. Gli intervalli di riposo tra i set duravano 15 secondi. Confrontando i due protocolli di allenamento a circuito, è stato osservato che il circuito aerobico impone un maggiore consumo di ossigeno relativo e assoluto, oltre che un maggiore dispendio energetico rispetto all'allenamento a circuito tradizionale per entrambi i sessi. Per quanto riguarda la differenza tra i sessi, i maschi hanno mostrato un maggiore consumo di ossigeno relativo e assoluto, oltre che un maggiore dispendio energetico rispetto alle femmine sia durante l'esecuzione del circuito aerobico che di quello tradizionale. Le femmine hanno mostrato un significativo maggior valore VO2max% per entrambi i protocolli. I ricercatori conclusero che l’Aerobic circuit training è un metodo adeguato per produrre miglioramenti cardiovascolari e un maggiore dispendio energetico sia per gli uomini che per le donne, mentre il Circuit training classico è sufficiente solo per le donne fuori forma.
Paoli et al. (2010) testarono 40 partecipanti (età 50-65 anni) dividendoli in 4 gruppi: controllo, circuito aerobico a bassa intensità (stazioni aerobiche da 8 minuti al 50% FCmax), circuito aerobico ad alta intensità (stazioni aerobiche da 8 minuti a frequenza varia tra il 50% e il 75% FCmax, e la tecnica del rest pause con carichi ad alta intensità nella parte dedicata ai pesi), e la normale attività aerobica steady state a bassa intensità (50% FCmax per 30 minuti, con un incremento graduale di 3 minuti ogni settimana). I 3 gruppi si allenavano 3 volte a settimana per 50 minuti per un periodo di 12 settimane. Al termine del periodo di studio, venne osservato che il gruppo che svolgeva il circuito aerobico ad alta intensità aveva ottenuto migliori risultati sotto l'aspetto della composizione corporea, della tolleranza lattacida, e della forza muscolare.
Paoli et al. (2013) riproposero i protocolli precedentemente testati per valutare le differenze sui fattori di rischio cardiovascolari in soggetti sani sovrappeso. Quarantotto partecipanti (età media 61 anni) vennero divisi nei 3 gruppi proposti nel precedente studio (il gruppo di controllo non è stato formato). Sia i protocolli testati che la frequenza, il volume e l'intensità erano analoghi a quelli dello studio precedente. Al termine dello studio, il circuito aerobico ad alta intensità mostrò una significativa maggiore riduzione della massa grassa, pressione diastolica, colesterolo totale, colesterolo LDL, trigliceridi e apolipoproteine B e un significativo incremento del colesterolo HDL. Il circuito aerobico a bassa intensità mostrò la maggiore riduzione della pressione sistolica. Tutti i gruppi mostrarono un significativo miglioramento del peso corporeo senza particolari differenza tra i gruppi. I risultati indicarono che il circuito aerobico ad alta intensità fosse più efficace nel migliorare la pressione sanguigna, le lipoproteine e i trigliceridi rispetto all'attività di endurance e al circuito aerobico a bassa intensità.

#### Conclusioni
In conclusione, i benefici e caratteristiche confermati indotti dal Super Circuit Training sono:
- aumento della massa magra;[45][46]
- riduzione della massa grassa;[1][46]
- aumento della forza muscolare;[1][13]
- miglioramento della capacità cardiovascolare;[1][40]
- miglioramento della capacità cardiorespiratoria;[13][46]
- esaltazione del dispendio energetico/calorico;[40]
- maggiore dispendio energetico/calorico rispetto al Circuit training tradizionale;[40]
- aumento del VO2max;[1]
- miglioramento del profilo glicemico;[45]
- miglioramento del profilo HDL;[46]
- la frequenza cardiaca (% FCmax) e il consumo di ossigeno (% VO2max) non sono proporzionali;[10]
- il grado di percezione dello sforzo è proporzionale al consumo di ossigeno (% VO2max);[10]

### Esempi di allenamento ACT
ACT 1 (Total body):
- Bike 5'
- Leg press/Squat 12-15 rip.
- Crunch 15-20 rip.
- Stepper 5'
- Hpx 15-20 rip.
- Reverse crunch 12-15 rip.
- Bike orizzontale 5'
- Lat machine 10-12 rip.
- Shoulder press man. 10-12 rip.
- Chest press/Distensioni man. 10-12 rip.
- Treadmill 5'
- Bike 5'

ACT 2 (Total body):
- Bike 5'
- Leg press 12-15 rip.
- Crunch 15-20 rip. x 2
- Stepper 5'
- Hpx 15-20 rip.
- Reverse crunch 12-15 rip. x 2
- Bike orizzontale 5'
- Lat machine 10-12 rip.
- Shoulder p. man. 10-12 rip. x 2
- Distensioni man. 10-12 rip.
- Treadmill 5'
- Bike 5'

ACT 3 (Total body):
- Treadmill 3'
- Chest press 12-15 rip.
- Leg press 12-15 rip.
- Bike 3'
- Pulley 12-15 rip.
- Affondi 12-15 rip.
- Stepper 3'
- Shoulder press 12-15 rip.
- Lat machine 12-15 rip.
- Elliptical trainer 3'
- Curl manubri 12-15 rip.
- Push down 12-15 rip.
- Treadmill 3'
- Standing calf machine 15-20 rip.
- Abdominal machine 15-20 rip.
- Bike orizzontale 3'

ACT 4 (Total body):
- Treadmill 3'
- Chest press 10-12 rip.
- Pulley 10-12 rip.
- Bike 3'
- Shoulder press man. 10-12 rip.
- Lat machine 10-12 rip.
- Bike orizzontale 3'
- Curl manubri 10-12 rip.
- Push down 10-12 rip.
- Elliptical trainer 3'
- Leg press 10-12 rip.
- Affondi manubri 10-12 rip.
- Stepper 3'
- Standing calf machine 10-12 rip.
- Seated abdominal machine 10-12 rip.
- Bike 3'

ACT (Upper Body per uomo):
- Bike 5'
- Chest press/Distensioni man. 10-12 rip.
- Pectoral machine 12-15 rip.
- Elliptical trainer 5'
- Lat machine 10-12 rip.
- Pulley 10-12 rip.
- Bike orizzontale 5'
- Shoulder press manubri 10-12 rip.
- Alzate laterali 12-15 rip.
- Stepper 5'
- Curl manubri 12-15 rip.
- Push down 12-15 rip.
- Treadmill 5'

ACT (Lower Body per donna):
- Bike 5'
- Calf machine 15-20 rip.
- Leg curl 15-20 rip.
- Elliptical trainer 5'
- Adductor machine 15-20 rip.
- Abductor machine 15-20 rip.
- Bike orizzontale 5'
- Slanci posteriori carponi 15-20 rip.
- Step-up 15-20 rip.
- Treadmill 5'

High Intensity Aerobic Circuit 1
- Cicloergometro 8' (Interval training: 3 min 50% FCmax + 1 min. 75% FCmax x 2)
- Lat machine presa inversa 6-RM (rest-pause 20" x 3) 60"
- Crunch 20 rip. 60"
- Pectoral machine 6-RM (rest-pause 20" x 3) 60"
- Crunch 20 rip. 60"
- Alzate laterali 6-RM (rest-pause 20" x 3) 60"
- Crunch 20 rip. 60"
- Leg press orizzontale 6-RM (rest-pause 20" x 3) 60"
- Crunch 20 rip. 60"
- Cicloergometro 8' (Interval training: 3 min 50% FCmax + 1 min. 75% FCmax x 2)

*Ripetere il ciclo per 2-3 volte.
High Intensity Aerobic Circuit 2
- Treadmill 10' (fino all'85% soglia anaerobica)
- Piegamenti sulle braccia 20 rip.
- Bike 5' (90% soglia anaerobica)
- Squat 15 rip. (60% 1-RM)
- Treadmill 5' (90% soglia anaerobica)
- Rematore bilanciere 20 rip.
- Crunch 30 rip.

*Ripetere il ciclo per 3 volte ad esclusione dei primi 10 minuti di treadmill.
Sarà possibile apportare le adeguate modifiche ad un protocollo di allenamento Aerobic Circuit Training:
- introducendo nuove macchine cardio o attrezzature isotoniche;
- aumentando il numero dei circuiti;
- aumentando la durata della permanenza sulla stazione aerobica;
- aumentando la durata o il numero degli esercizi con sovraccarichi;

## Altri metodi cardiofitness
- Steady State Training (SST)
- Power Aerobic Circuit (PAC)
- High Intensity Interval Training (HIIT)
- Circuit Training (CT)
- Tabata Training (o Guerrilla cardio)
- Little method
- Stubborn Fat Protocol (SFP)
- Spot reduction (SR)
- Peripheral Heart Action (PHA)
- Aerobica Tonificazione Aerobica (ATA)
- Step-Wise Interval Training
- Fartlek

## Altri metodi con sovraccarichi
- Circuit Training (CT)
- High Intensity Training (HIT)/Heavy duty (HD)
- High Volume Training (HVT)
- Position of flexion (POF)
- German Volume Training (GVT)
- German Body Composition (GBC)
- Power factor training
- Static contraction training
- Body contact
- Fascial Stretch Training (FST-7)
- Zone training
- Metabolic resistance training (MRT)
- Breve intenso infrequente organizzato (BIIO)